# Thlasia funebris
Thlasia funebris är en insektsart som beskrevs av Jacobi 1944. Thlasia funebris ingår i släktet Thlasia och familjen dvärgstritar. Inga underarter finns listade i Catalogue of Life.